# 倉田千裕
倉田 千裕（くらた ちひろ、1965年1月11日 - ）は、日本の実業家、ハウスウェルネスフーズ株式会社代表取締役社長。

## 人物・経歴
1965年1月11日、愛知県生まれ。1987年3月、立教大学法学部卒業。同年4月ハウス食品入社。2011年国際事業部事業開発部商品開発二課長、2013年10月ハウス食品グループ本社国際事業部事業開発三課長、2015年4月ハウスオソサファフーズ社長。2021年4月ハウスウェルネスフーズ代表取締役社長。